# Athyrium pullingeri
Athyrium pullingeri là một loài thực vật có mạch trong họ Woodsiaceae. Loài này được (Baker) Copel. miêu tả khoa học đầu tiên năm 1947.